# Аленган
Аленган (фр. Halinghen) насеље је и општина у североисточној Француској у региону Север-Па де Кале, у департману Па де Кале која припада префектури Булоњ сир Мер.
По подацима из 2011. године у општини је живело 317 становника, а густина насељености је износила 57,32 становника/km². Општина се простире на површини од 5,53 km². Налази се на средњој надморској висини од 150 метара (максималној 178 m, а минималној 68 m).

## Демографија
| 1962. | 1968. | 1975. | 1982. | 1990. | 1999. | 2011. |
| ----- | ----- | ----- | ----- | ----- | ----- | ----- |
| 172   | 248   | 252   | 249   | 283   | 279   | 317   |

График промене броја становника у току последњих година